# 2003年の宝塚歌劇公演一覧
本項目では、2003年の宝塚歌劇公演一覧（2003ねんのたからづかかげきこうえんいちらん）について示す。

## 宝塚大劇場公演
（）内は、作者または演出者名。参考資料は90年史。

### 雪組
- 1月1日 - 2月4日
  - 『春麗の淡き光に』（植田紳爾）
  - 『Joyful!!』（藤井大介）

### 宙組
- 2月21日 - 3月31日
  - 『傭兵ピエール』（石田昌也　脚本・演出）
  - 『満天星大夜總会』（齋藤吉正）

### 月組
- 4月4日 - 5月19日
  - 『花の宝塚風土記』（酒井澄夫）
  - 『シニョールドン・ファン』（植田景子）

### 花組
- 5月23日 - 7月7日
  - 『野風の笛』（谷正純　脚本・演出）
  - 『レヴュー誕生 -夢を創る仲間たち-』（小林公平　原案、草野旦）

### 星組
- 7月11日 - 8月18日
  - 『王家に捧ぐ歌<オペラ「アイーダ」より>』（木村信司　脚本・演出）

### 雪組
- 8月22日 - 9月29日
  - 『Romance de Paris』（正塚晴彦）
  - 『レ・コラージュ -音のアラベスク-』（三木章雄）

### 宙組
- 10月3日 - 11月17日
  - 『白昼の稲妻』（柴田侑宏　作、荻田浩一　演出）
  - 『テンプテーション! - 誘惑 -』（岡田敬二）

### 月組
- 11月21日 - 12月26日
  - 『薔薇の封印』（小池修一郎）

## 東京宝塚劇場公演
（）内は、作者または演出者名。参考資料は90年史。

### 花組
- 1月2日 - 2月9日
  - 『エリザベート』（小池修一郎　潤色、小池修一郎・中村一徳　演出）

### 星組
- 2月14日 - 3月23日
  - 『ガラスの風景』（柴田侑宏　作、謝珠栄　演出・振付）
  - 『バビロン -浮遊する摩天楼-』（荻田浩一）

### 雪組
- 3月28日 - 5月4日
  - 『春麗の淡き光に』（植田紳爾）
  - 『Joyful!!』（藤井大介）

### 宙組
- 5月9日 - 6月22日
  - 『傭兵ピエール』（石井昌也　脚本・演出）
  - 『満天星大夜總会』（齋藤吉正）

### 月組
- 6月27日 - 8月3日
  - 『花の宝塚風土記』（酒井澄夫）
  - 『シニョールドン・ファン』（植田景子）

### 花組
- 8月8日 - 9月14日
  - 『野風の笛』（谷正純　脚本・演出）
  - 『レヴュー誕生』（小林公平　原案、草野旦）

### 星組
- 9月19日 - 11月3日
  - 『王家に捧ぐ歌<オペラ「アイーダ」より>』（木村信司　脚本・演出）

### 雪組
- 11月8日 - 12月23日
  - 『Romance de Paris』（正塚晴彦）
  - 『レ・コラージュ -音のアラベスク-』（三木章雄）

## 宝塚バウホール公演
（）内は、作者または演出者名。参考資料は90年史。

### 宙組
- 1月2日 - 1月10日
  - 『おーい春風さん』（植田紳爾　作、小柳奈穂子　演出）
  - 『春ふたたび』（植田紳爾　作、川上正和　演出）

### 星組
- 1月18日 - 1月24日
  - 『恋天狗』（植田紳爾　作、鈴木圭　演出）
  - 『おーい春風さん』（植田紳爾　作、稲葉太地　演出）

### 月組
- 1月28日 - 2月4日
  - 『春ふたたび』（植田紳爾　作、児玉明子　演出）
  - 『恋天狗』（植田紳爾　作、荻田浩一　演出）

### 雪組
- 3月1日 - 3月9日
  - 『春ふたたび』（植田紳爾　作、大野拓史　演出）
  - 『恋天狗』（植田紳爾　作、児玉明子　演出）

### 花組
- 3月15日 - 3月23日
  - 『おーい春風さん』（植田紳爾　作、川上正和　演出）
  - 『恋天狗』（植田紳爾　作、小柳奈穂子　演出）

### 雪組
- 6月14日 - 6月23日
  - 『アメリカン・パイ』（小柳奈穂子　脚本・演出）

### 宙組
- 8月2日 - 8月11日
  - 『里見八犬伝』（鈴木圭　脚本・演出）

### 月組
- 9月6日 - 9月15日
  - 『なみだ橋 えがお橋』（谷正純）

### 花組
- 10月11日 - 10月20日
  - 『二都物語』（太田哲則　脚本・演出）

### 星組
- 12月7日 - 12月16日
  - 『巌流』（齋藤吉正）

## その他の日本公演
（）内は、作者または演出者名。参考資料は90年史。

### 宙組・特別
- 1月4日 - 1月10日　赤坂ACTシアター
  - 『聖なる星の奇蹟』（児玉明子）

### 月組
- 2月1日 - 2月20日　中日劇場
  - 『長い春の果てに』（石田昌也　脚本・演出）
  - 『With a Song in my Heart -君が歌、わが心に深く-』（岡田敬二）

### 花組・特別
- 3月14日 - 3月23日　大阪・シアター・ドラマシティ
  - 『不滅の棘』（木村信司　脚本・演出）

- 3月28日 - 4月3日　赤坂ACTシアター
  - 『不滅の棘』（木村信司　脚本・演出）

### 星組
- 4月25日 - 5月18日　広島、浜田、出雲、福岡、熊本、鳥栖、名古屋、富士、横浜、さいたま
  - 『蝶・恋（ディエ・リェン）』（植田紳爾、花柳芳次郎　振付）
  - 『サザンクロス・レビューIII』（草野旦）

### 星組・特別
- 5月6日 - 5月27日　日生劇場
  - 『雨に唄えば』（中村一徳　演出）

### 雪組
- 6月21日 - 7月13日　仙台、名取、盛岡、二戸、郡山、会津若松、新潟、桐生、宇都宮、大宮、浜松、川口、市川
  - 『春麗の淡き光に』（植田紳爾）
  - 『Joyful!!』（藤井大介）

### 雪組・特別
- 6月28日 - 7月4日　東京・日本青年館
  - 『アメリカン・パイ』（小柳奈穂子　脚本・演出）

### 宙組
- 8月1日 - 8月23日　博多座
  - 『鳳凰伝』（木村信司　脚本・演出）
  - 『ザ・ショー・ストッパー』（三木章雄）

### 宙組・特別
- 8月16日 - 8月22日　東京・日本青年館
  - 『里見八犬伝』（鈴木圭　脚本・演出）

### 月組・特別
- 9月20日 - 9月26日　東京・日本青年館
  - 『なみだ橋 えがお橋』（谷正純）

- 9月24日 - 9月29日　東京芸術劇場
  - 『紫吹淳コンサート―Lica―Rica／L.R[el-a:r]―』（齋藤吉正　構成・演出）

- 10月3日 - 10月9日　大阪・シアタードラマシティ
  - 『紫吹淳コンサート―Lica―Rica／L.R[el-a:r]―』（齋藤吉正　構成・演出）

### 特別
- 10月8日 - 10月11日　新神戸オリエンタル劇場
  - 『樹里咲穂コンサート―JUBILEE-S―』（藤井大介　構成・演出）

- 10月14日 - 10月16日　東京・日本青年館
  - 『樹里咲穂コンサート―JUBILEE-S―』（藤井大介　構成・演出）

### 花組
- 10月11日 - 11月2日　大阪、福岡、小倉、松山、西条、福山、福岡、岡谷、甲府、小平、松戸、市川、名古屋
  - 『琥珀色の雨にぬれて』（柴田侑宏、正塚晴彦　演出）
  - 『Cocktail -カクテル-』（藤井大介）

### 花組・特別
- 10月25日 - 10月31日　東京・日本青年館
  - 『二都物語』（太田哲則　脚本・演出）

### 特別
- 11月26日 - 11月29日　新神戸オリエンタル劇場
  - 『初風緑コンサート―Carmine―カーマイン』（草野旦　構成・演出）

- 12月2日 - 12月4日
  - 『初風緑コンサート―Carmine―カーマイン』（草野旦　構成・演出）

### 星組
- 12月19日 - 12月30日　大阪・シアタードラマシティ
  - 『永遠の祈り』（中村暁）

### 星組・特別
- 12月21日 - 12月27日　東京・日本青年館
  - 『巌流』（齋藤吉正）

## 催し物
参考資料は90年史。

### 小林一三翁生誕130年記念 清く正しく美しく -逸翁先生に捧げる宝塚ナウ-
- 1月3日　宝塚大劇場

### 逸翁デー -タカラヅカ・ホームカミング-
- 1月25日　宝塚大劇場

- 1月25日　東京宝塚劇場

### TCAスペシャル2003
- 6月5日 - 6月6日　宝塚大劇場
  - 『ディア・グランド・シアター』-宝塚大劇場10年の軌跡-（構成・演出：三木章雄）

### 第44回宝塚舞踊会
- 10月17日　宝塚大劇場
- 監修：花柳壽輔・藤間勘右衛門・山村若